# Pseudodiploria clivosa
Espèce
Pseudodiploria clivosa est une espèce de coraux appartenant à la famille des Mussidae.